# Saint-Pierre-le-Vieux (Strasbourg)

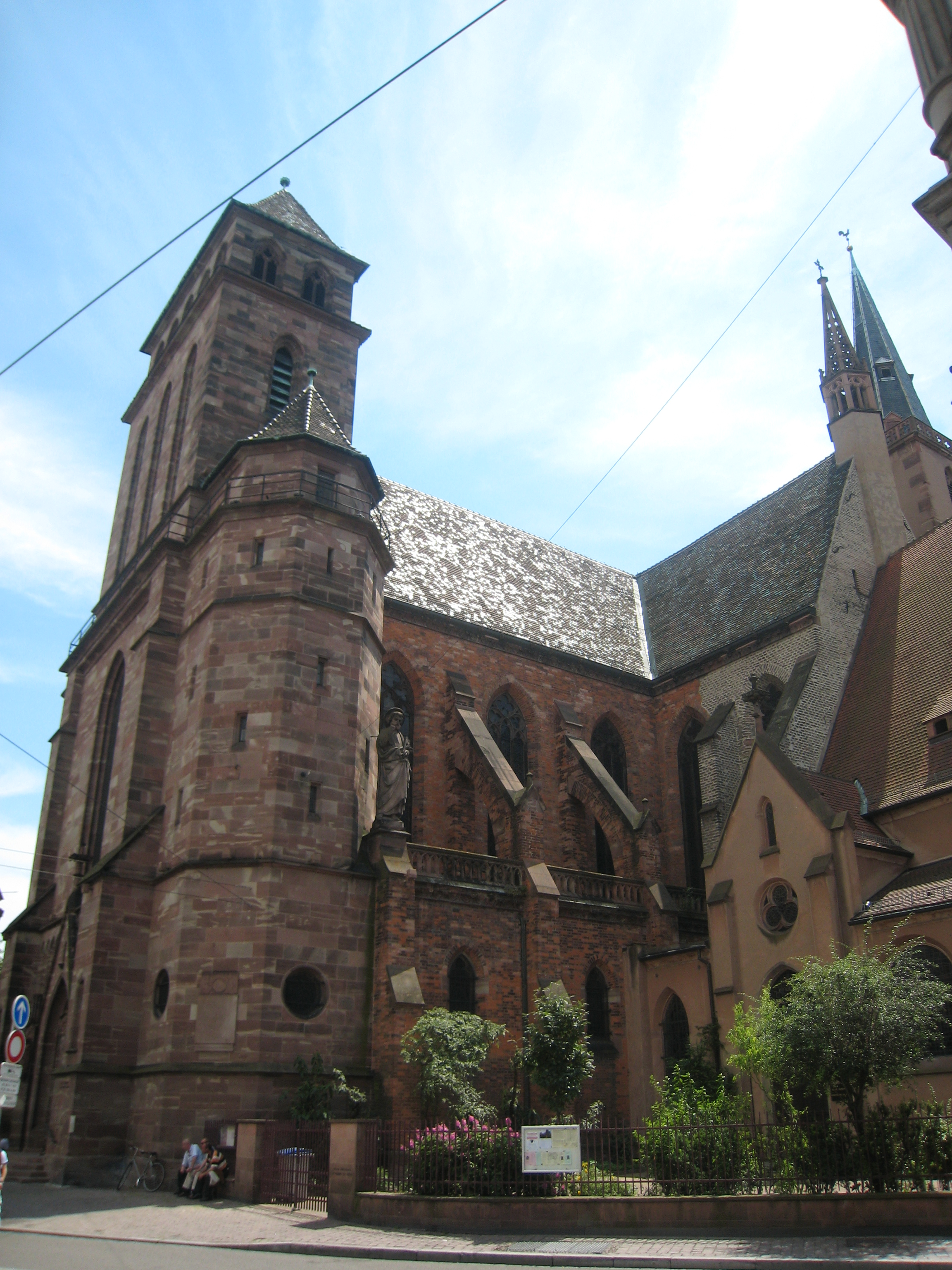
Den äldre Sankt Peters kyrka i Strasbourg.

Den äldre Sankt Peters kyrka (franska: Église Saint-Pierre-le-Vieux de Strasbourg) är en katolsk och protestantisk kyrkobyggnad i centrala Strasbourg, Alsace, Frankrike.
Kyrkan uppfördes under medeltiden som en Strasbourgs ärkestifts nio församlingskyrkor och utgjorde även tidvis ärkestiftets katedral.
Under reformationen övergick den 20 februari 1529 till lutherdomen, men återgick 1683 till katolska kyrkan under franske kung Ludvig XIV:s regeringstid, med bibehållande av en stängd del åt protestanterna, separerade genom en skiljevägg. Under 1800-talet skedde en utbyggnad av den katolska delen.
12 oktober 2012 öppnades en del av skiljeväggen mellan den katolska och den protestantiska delen, tillhörande Protestantiska kyrkan av Augsburgs bekännelse av Alsace och Lorraine.

## Galleri

Katolska kyrkan
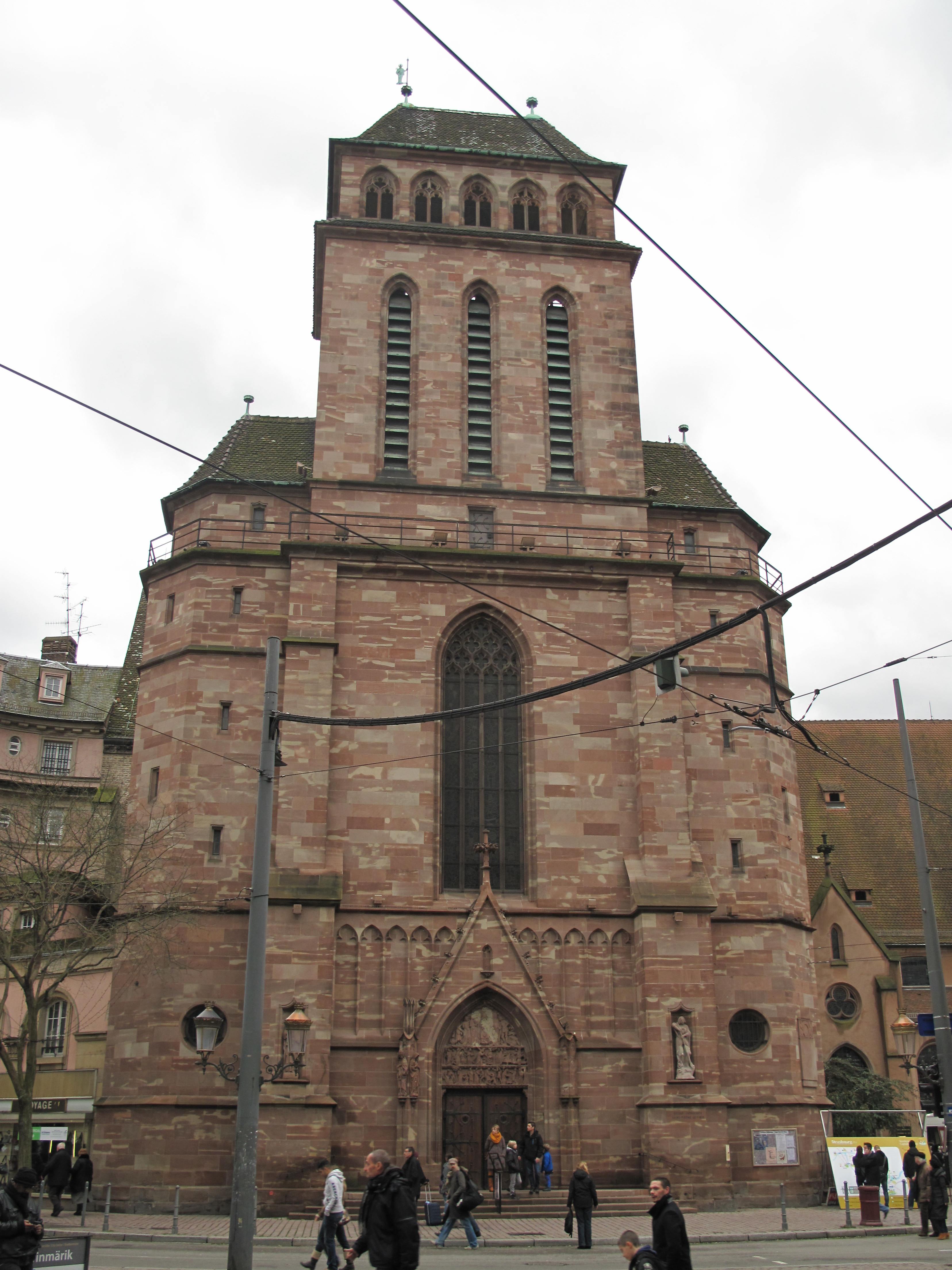
Fasad
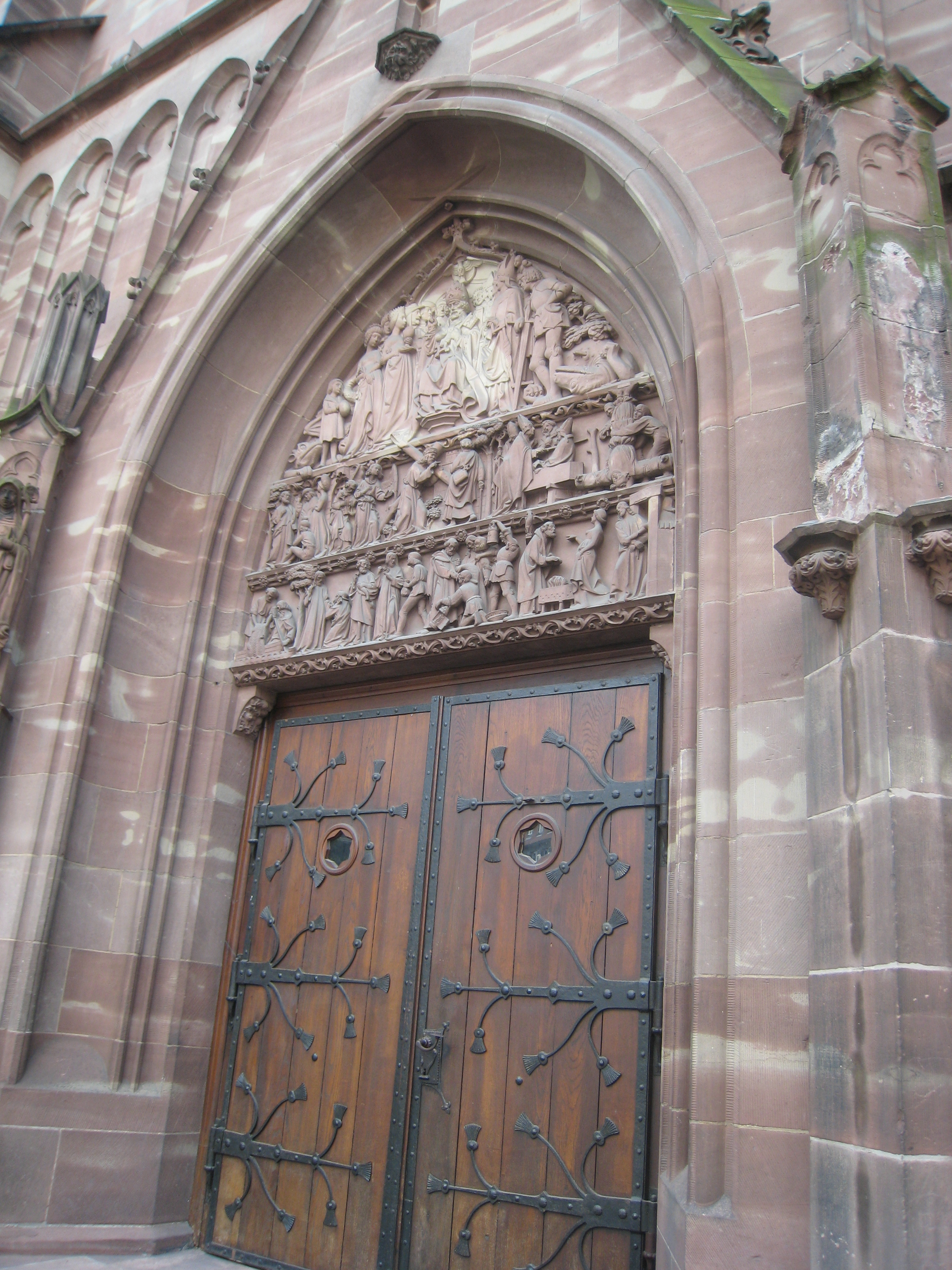
Portal
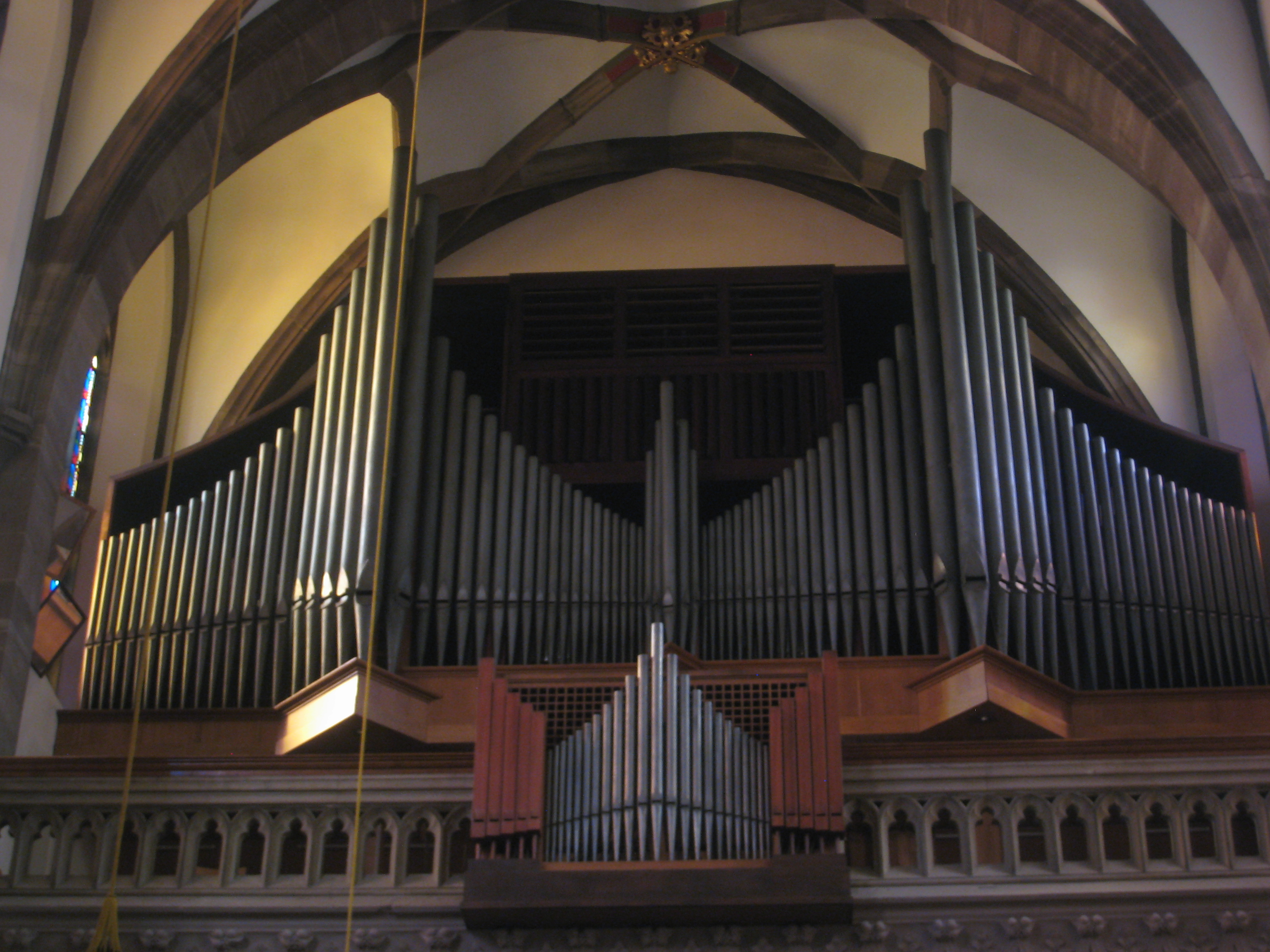
Orgel
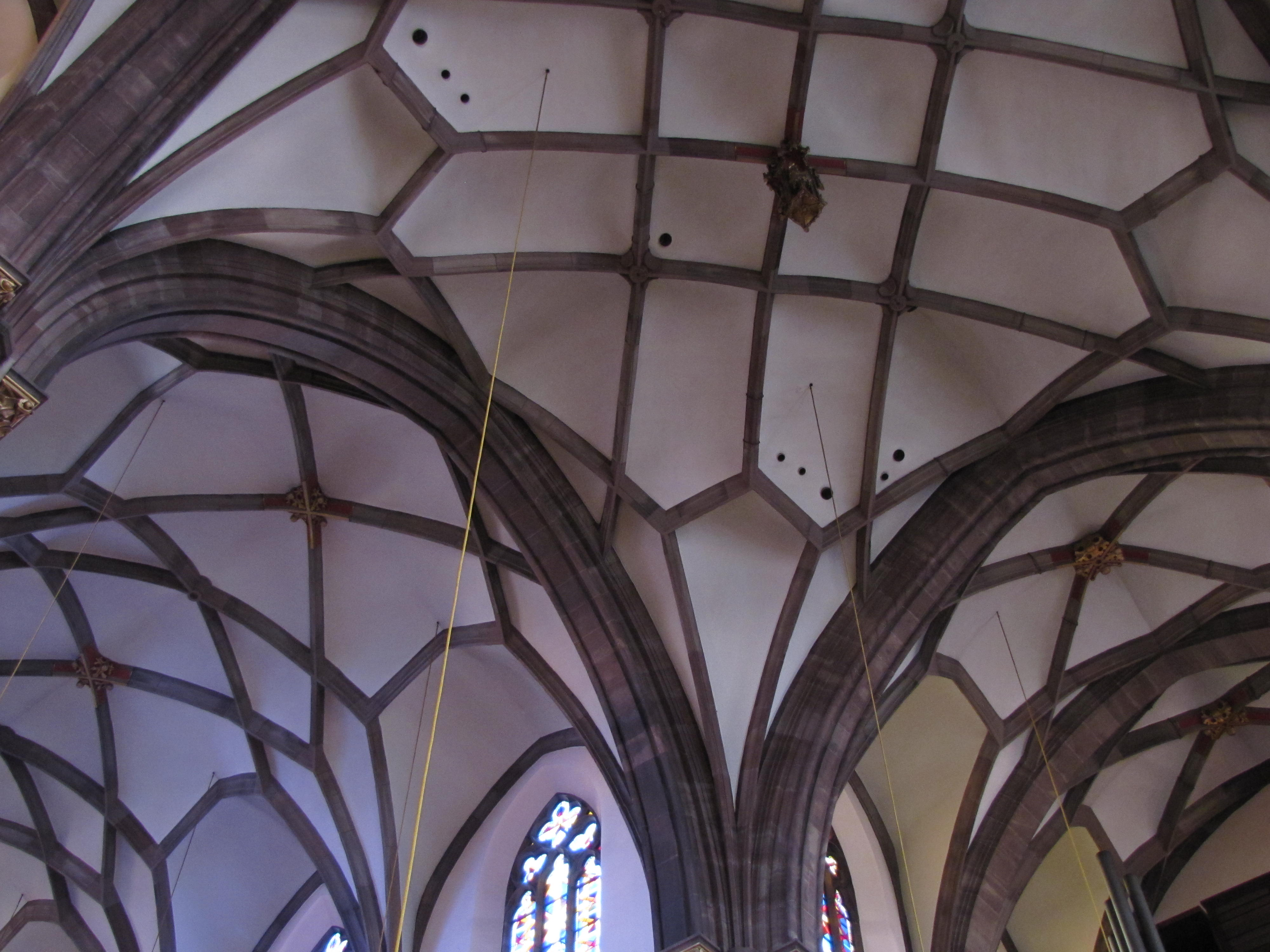
Valv
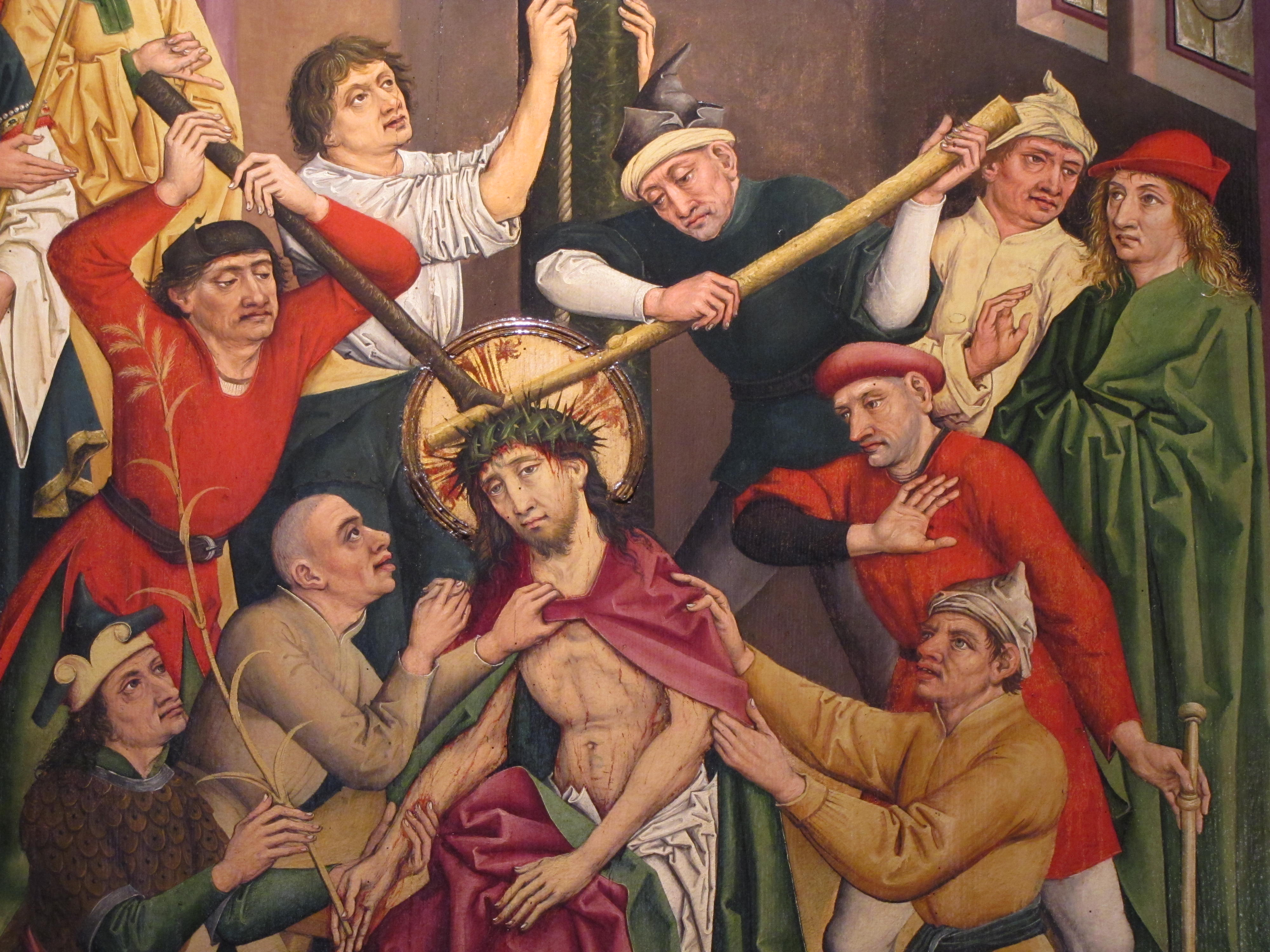
"Passionshistorien" (detalj i panelen)
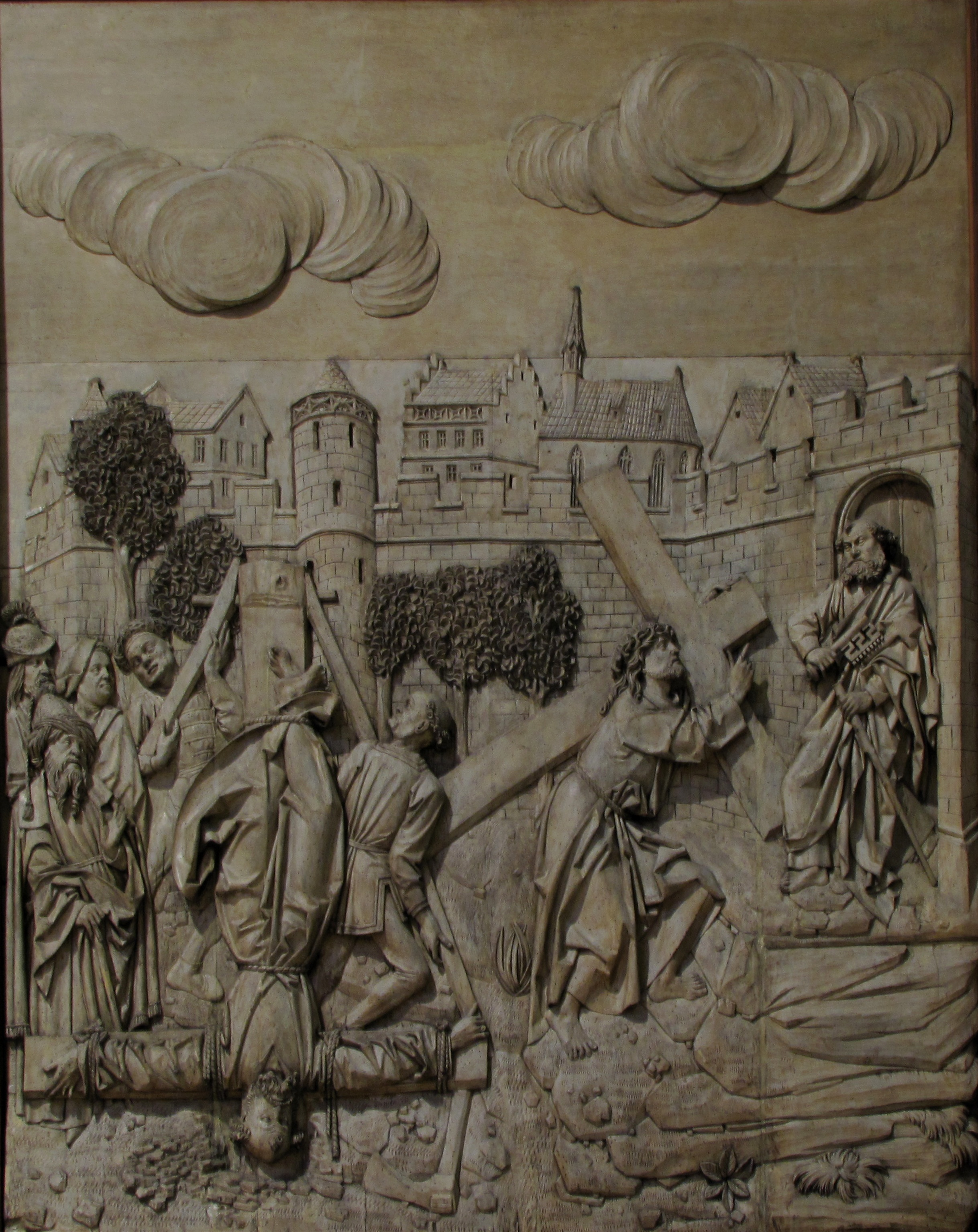
"Scener ur Sankt Peters liv" (detalj i panelen)

Protestantiska kyrkan
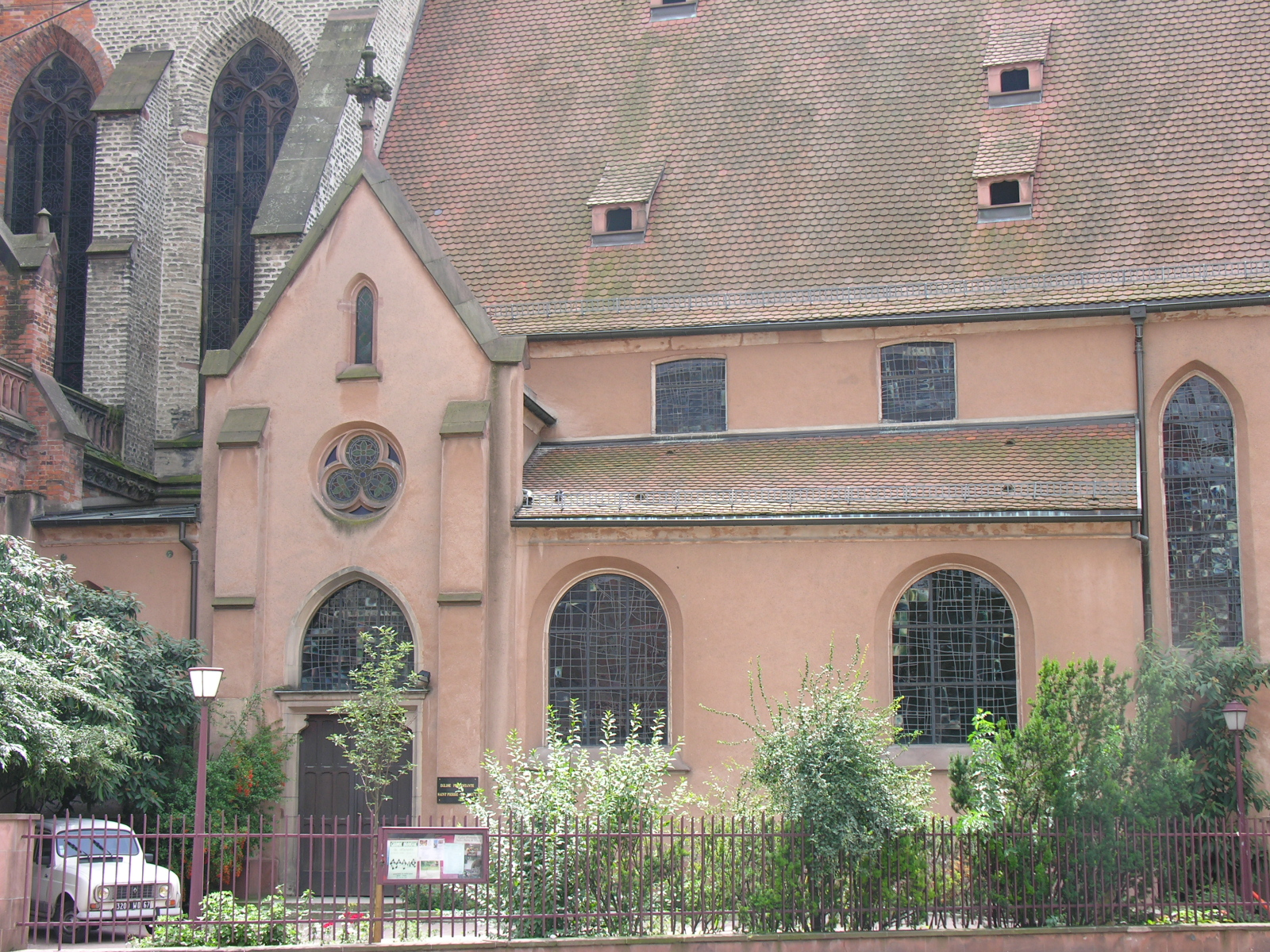
Entré
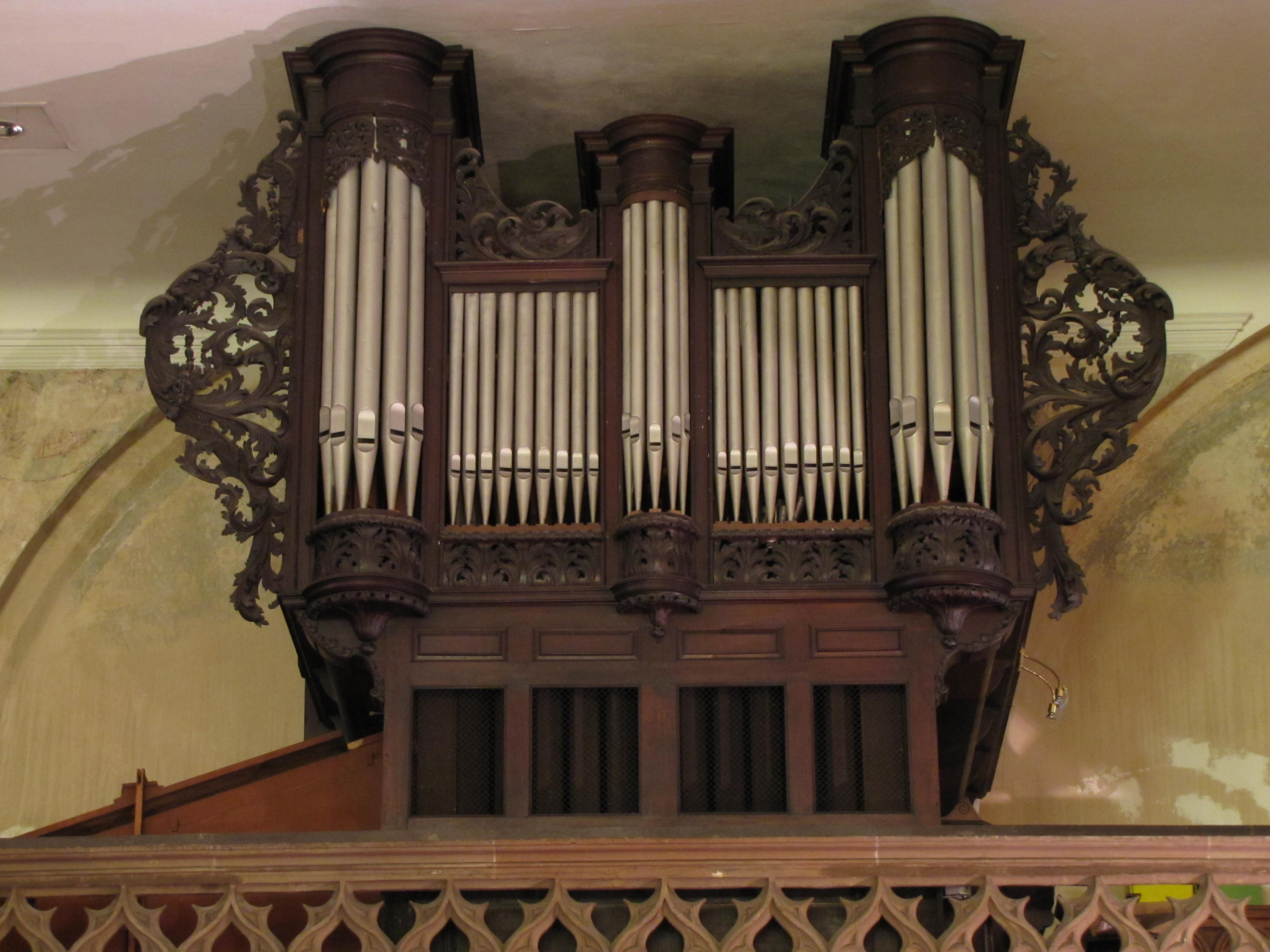
Orgel
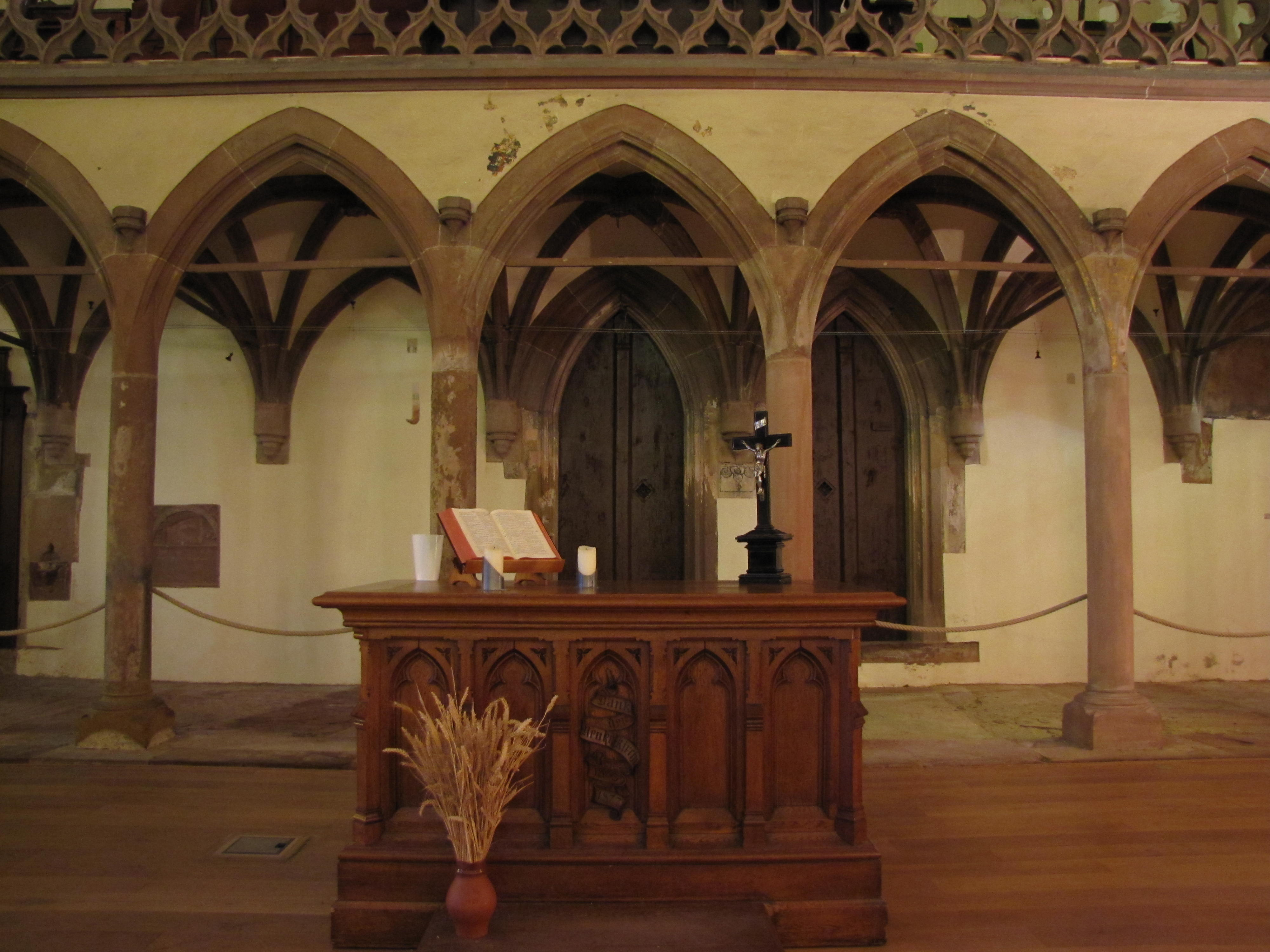
Altare
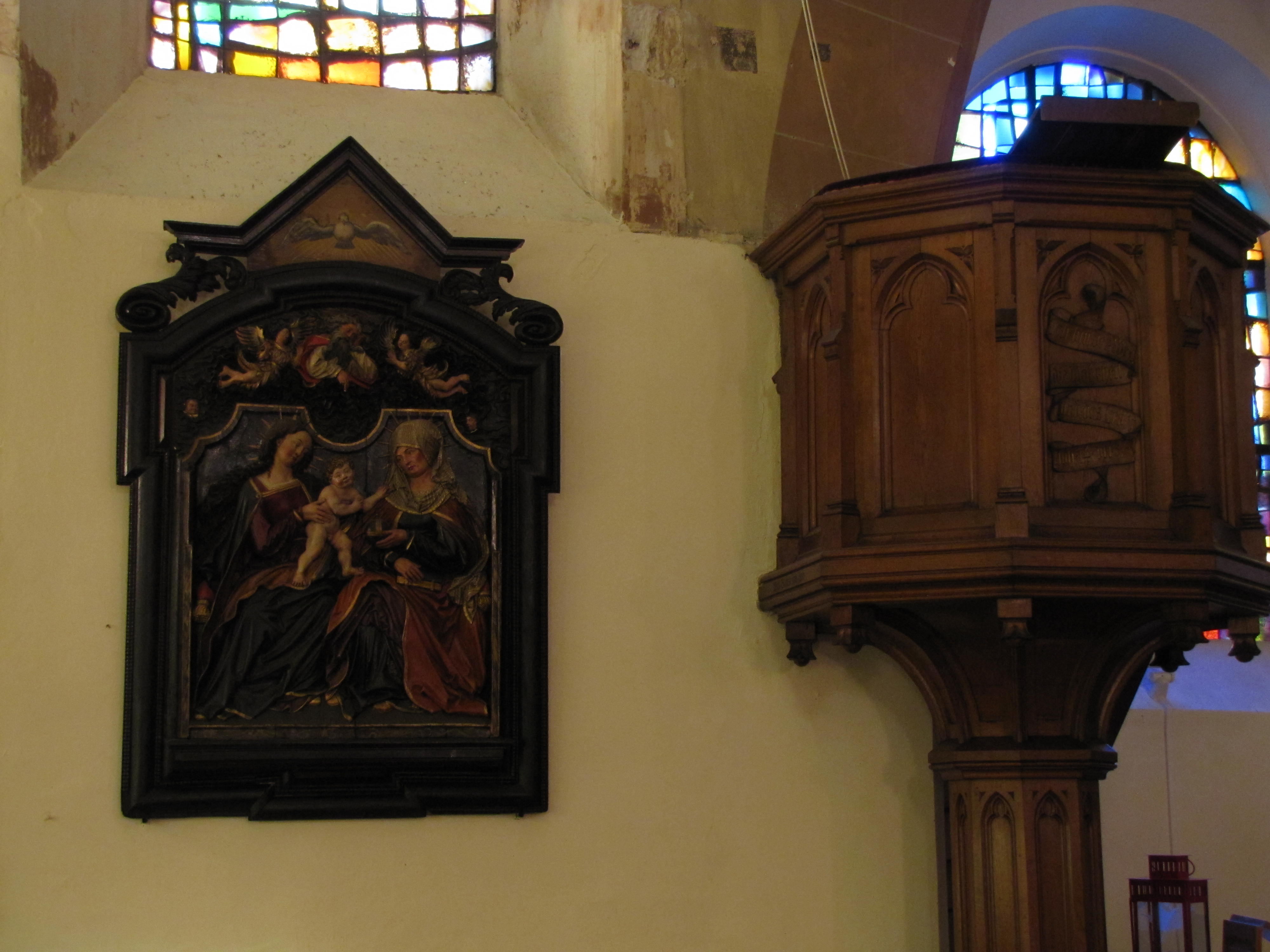
Relief föreställande den "Heliga familjen"
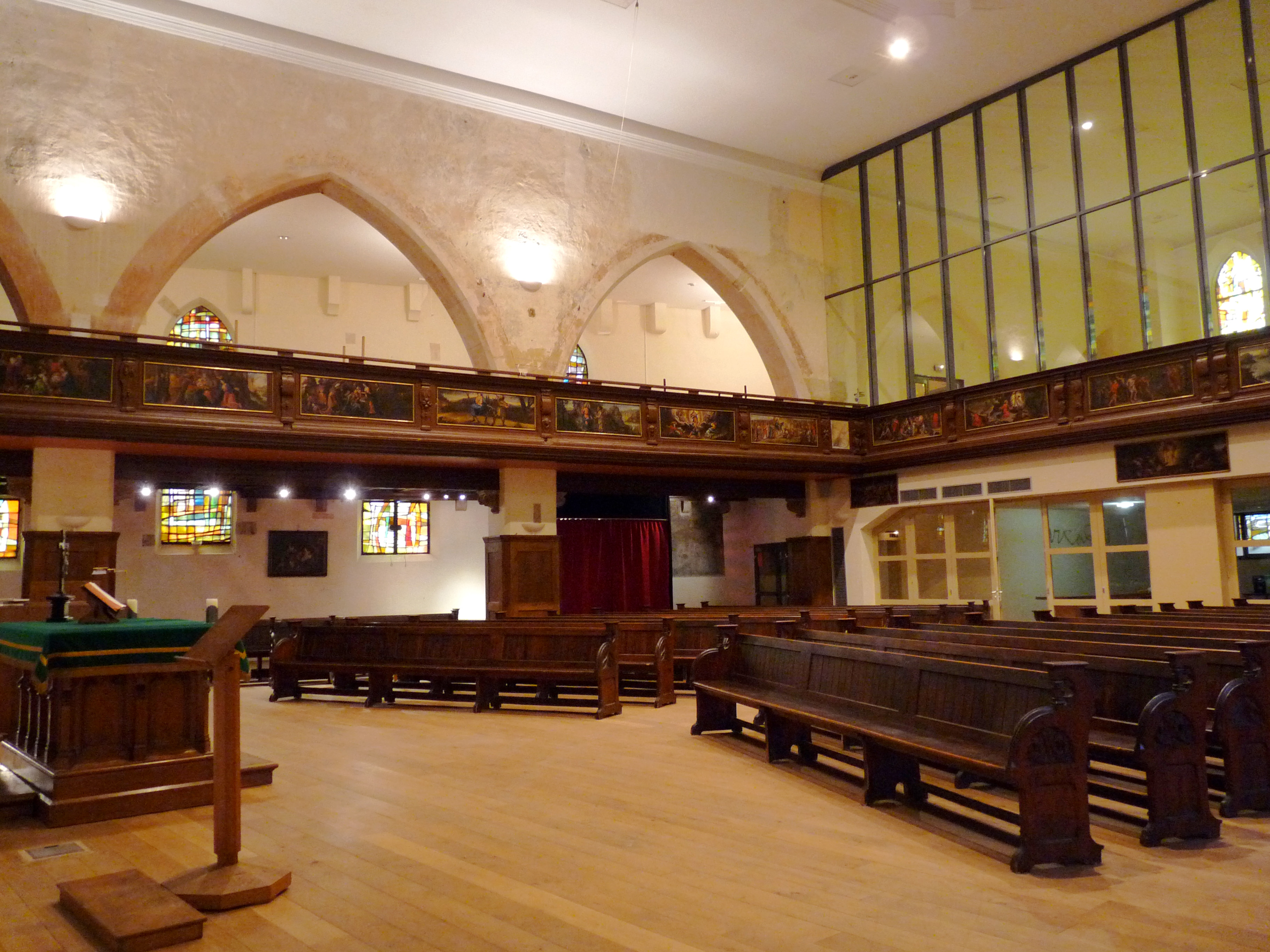
Galleri
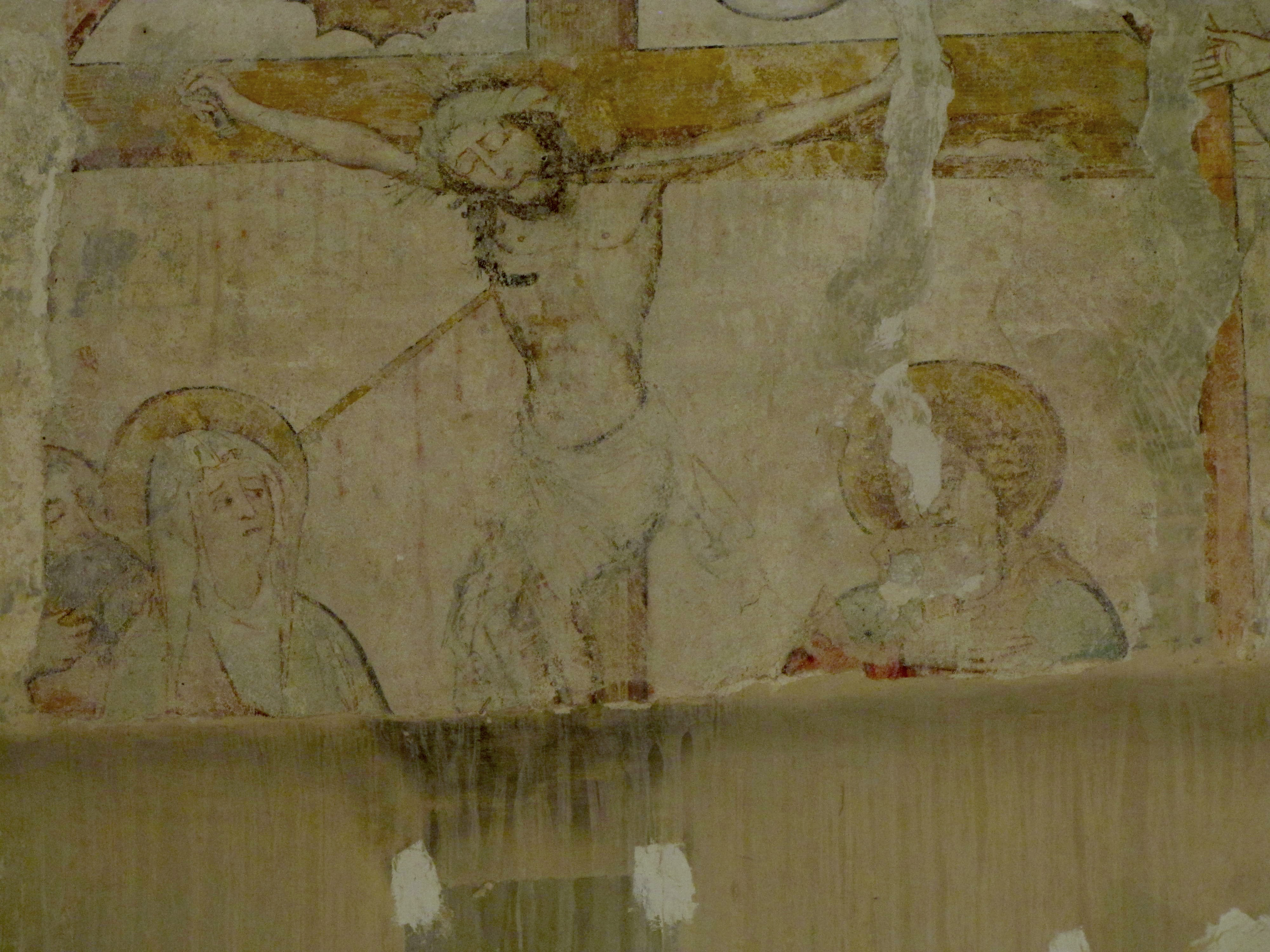
Al fresco